# Mike Rizzo
Michael Anthony Rizzo, ameriški upravni delavec, * 14. december 1960, Chicago, Illinois, Združene države Amerike. 
Rizzo je trenutni splošni upravitelj in izvršni podpredsednik baseballskih dejavnosti moštva Washington Nationals. Na tem položaju je od 19. oktobra 2010, predhodno pa je deloval kot pomočnik splošnega upravitelja.

## Mladost
Obiskoval je srednjo šolo Holy Cross High School v mestu River Grove, Illinois, kasneje pa se vpisal na univerzo Saint Xavier University.
Na naboru lige MLB leta 1982 ga je v 22. krogu s skupno 553. izbiro izbral klub California Angels. Med letoma 1982 in 1984 je igral v treh nižjih podružnicah kluba: Salem Angels, Peoria Suns in Redwood Pioneers. 
Po igralski upokojitvi je postal iskalec talentov, delo pa je našel pri organizacijah Chicago White Sox in Boston Red Sox. Ob ustanovitvi kluba se je leta 1998 pridružil Arizona Diamondbacks, kjer je med letoma 2000 in 2006 deloval kot Direktor iskanja talentov.

## Washington Nationals
Ekipi iz Washingtona se je kot pomočnik splošnega upravitelja in podpredsednik baseballskih dejavnosti pridružil 24. julija 2006 po povabilu Jima Bowdena. Sočasno je lastništvo kluba od lige MLB prevzela lastniška skupina iz Washingtona pod vodstvom Teda Lernerja.
Tri dni po Bowdenovem nenadnem odstopu 1. marca 2009 je predsednik moštva Stan Kasten Rizza imenoval za vršilca dolžnosti splošnega upravitelja. Vlogo vodilnega podpredsednika in splošnega upravitelja je za nedoločen čas prevzel 20. avgusta 2009. 19. oktobra 2010 je s klubom podpisal 5-letno pogodbo, s katero je prevzel svoj današnji položaj.
Rizzo je zaradi prisilnega končanja sezone Stephena Strasburga septembra 2012 kot del metalčevega okrevalnega postopka po Tommy Johnovi operaciji prejel številne kritike.